# Léon Mundeleer (kunstschilder)
Léon Mundeleer (Brussel, 1851 - 1933) was een Belgisch kunstschilder die vooral gekend door het schilderen van interieurs, maar hij schilderde ook landschappen en marines.

## Levensloop
Mundeleer kreeg, na zijn humaniora (algemeen secundair onderwijs), schilderlessen van de kunstschilder Michael Van Alphen. De eerste voorstelling van Mundeleer's werk was in 1878 op het Salon van Brussel. Twee jaar later was hij een van de deelnemers aan de jaarlijkse tentoonstelling van de Cercle Artistique et Littéraire in zijn geboortestad.
In 1881 sloot Mundeleer zich aan bij de kunstenaarsvereniging La Chrysalide, die beschouwd wordt als de meest vooruitstrevende vereniging van beeldende kunstenaars in België vóór Les XX. Datzelfde jaar exposeerde hij op de vierde en laatste tentoonstelling van die vereniging. 
Mundeleer verhuisde naar Elsene in 1884. Daar werd hij lid van Les Hydrophiles. Van dat jaar tot 1888 nam hij deel aan alle salons van die kunstenaarsvereniging.

## Stijl
Mundeleer oeuvre werd door Xavier Tricot en Patrick Florizoone in het boekwerk Bij Ensor op Bezoek omschreven als zijnde geschilderd met een 'voorkeur voor schaduwwerkingen, mysterieus licht en wazige tussentinten in olieverf en aquarel.'

## Musea
- Brussel, Museum van Elsene